# Poloneska

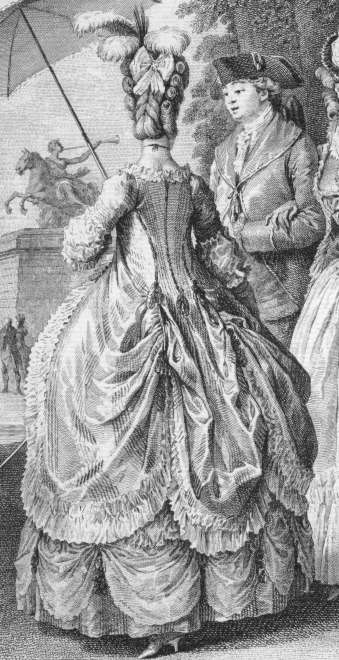
Poloneska na rycinie Carla Gottlieba Guttenberga wykonanej na podstawie obrazu Jean-Michela Moreau, ok. 1777

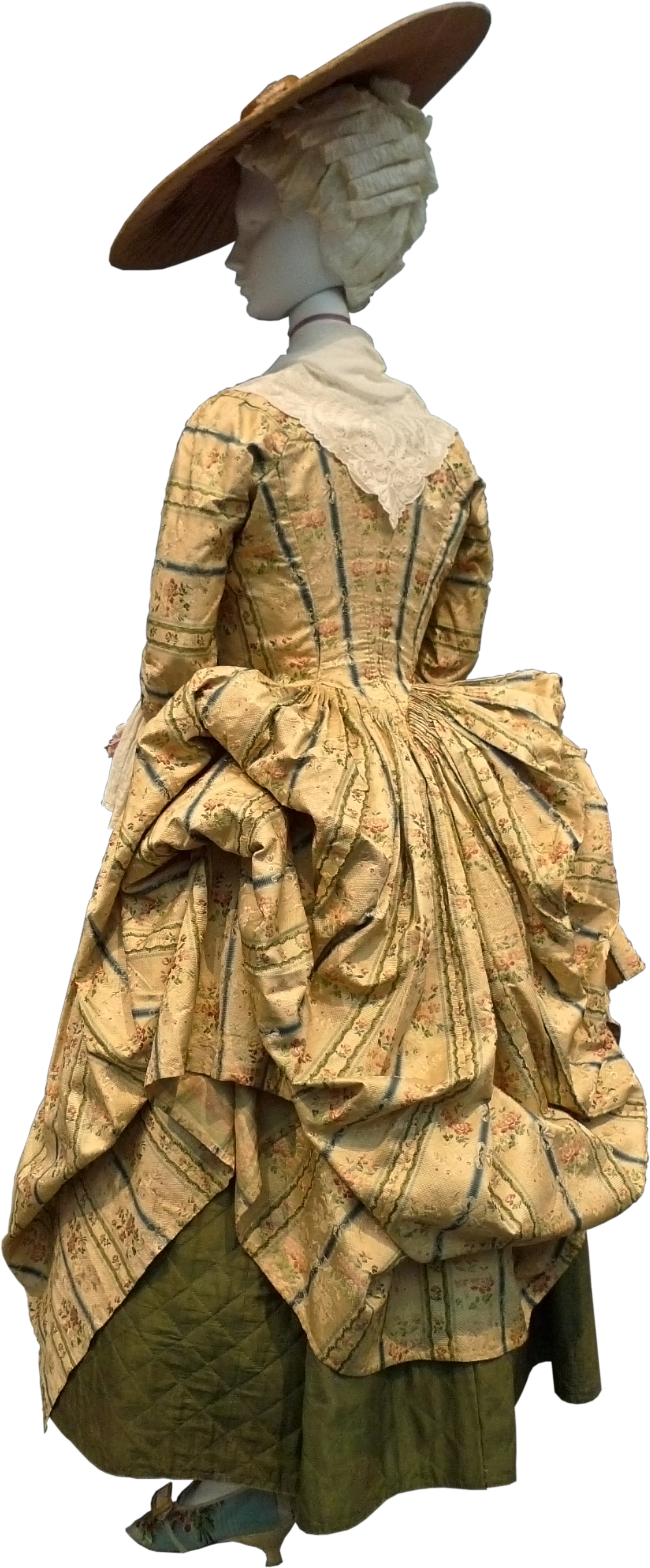
Francuska suknia z upięciem à la polonaise, ok. 1775, eksponat z wystawy w Los Angeles County Museum of Art

Poloneska (fr. robe à la polonaise) – lekka XVIII-wieczna suknia, z wierzchnią spódnicą otwartą z przodu i drapowaną w trzy podpięte do pasa fałdy: dwa boczne skrzydła i „ogon” z tyłu. Stanik poloneski był dopasowany, a wąskie, sięgające łokci rękawy były zakończone mankietem z marszczonej gazy lub innego delikatnego materiału. Szczególną cechą poloneski była jej długość – suknia sięgała tylko do kostek, była więc krótsza niż poprzedzające ją ubiory. Miała różne odmiany, np. suknia zwana czerkieską miała krótkie rękawy, ukazujące spodnią warstwę ubioru.
Suknia à la polonaise pojawiła się we Francji na początku lat 70. XVIII wieku. Forma sukni nie była wzorowana na stroju polskim. Jej nazwa była pochodną panującej wówczas mody na „wschodnie”, także rosyjskie czy tureckie ubiory, niekiedy łączona jest też z rozbiorem Polski (trzy fałdy miałyby symbolizować trzech zaborców), ale nie potwierdzają tego przypuszczenia żadne przekazy.
Poloneska szybko stała się modna, zastępując – także dwuwarstwową – suknię à la française. W Polsce była popularna do lat 90. XVIII wieku.

## XIX-wieczna sukniaà la polonaise
W latach 70. XIX wieku pojawiło się upięcie na turniurze, nawiązujące do sukni à la polonaise.